# Cladonota affinis
Cladonota affinis är en insektsart som beskrevs av Fowler. Cladonota affinis ingår i släktet Cladonota och familjen hornstritar. Inga underarter finns listade i Catalogue of Life.